# Île Eagle
Île Eagle är en ö i Kanada.   Den ligger i provinsen Québec, i den sydöstra delen av landet, 250 km öster om huvudstaden Ottawa. Île Eagle ligger i sjön Lac Brome.
I omgivningarna runt Île Eagle växer i huvudsak lövfällande lövskog. Runt Île Eagle är det mycket glesbefolkat, med 6 invånare per kvadratkilometer.